# Esqui aquático nos Jogos Pan-Americanos de 2023 - Geral feminino
O evento geral feminino do esqui aquático nos Jogos Pan-Americanos de 2023 foi disputado em 22 e 24 de outubro de 2023 na Lagoa Los Morros, em San Bernardo. Um total de 11 esquiadoras aquáticas de oito Comitês Olímpicos Nacionais (CON) participaram da competição.

## Calendário
Horário local (UTC−3).
| Data          | Hora  | Fase            |
| ------------- | ----- | --------------- |
| 22 de outubro | 12:30 | Preliminar      |
| 24 de outubro | 10:00 | Final – Slalom  |
| 24 de outubro | 12:00 | Final – Rampa   |
| 24 de outubro | 14:10 | Final – Truques |

## Medalhistas
| Ouro   | USA Regina Jaquess |
| Prata  | CAN Paige Rini     |
| Bronze | USA Anna Gay       |

## Resultados

### Preliminar
Cada esquiadora realiza séries no slalom, rampa e truques, com as seis melhores na soma das pontuações se classificando para a final. Apenas duas competidoras por CON poderiam avançar.
| Pos. | Esquiadora              | CON                      | Slalom  | Truques | Rampa   | Total   | Notas |
| ---- | ----------------------- | ------------------------ | ------- | ------- | ------- | ------- | ----- |
| 1    | Regina Jaquess          | USA Estados Unidos       | 1000.00 | 600.57  | 1000.00 | 2600.57 | Q     |
| 2    | Paige Rini              | CAN Canadá               | 909.09  | 794.15  | 891.98  | 2595.22 | Q     |
| 3    | Anna Gay                | USA Estados Unidos       | 800.00  | 974.50  | 700.62  | 2475.12 | Q     |
| 4    | Agustina Varas          | CHI Chile                | 627.27  | 256.85  | 993.83  | 1877.95 | Q     |
| 5    | Erika Lang              | USA Estados Unidos       | 781.82  | 1000.00 |         | 1781.82 |       |
| 6    | Martina Piedrahita      | COL Colômbia             | 581.82  | 405.10  | 527.78  | 1514.70 | Q     |
| 7    | Daniela Verswyvel       | COL Colômbia             | 581.82  | 686.50  |         | 1268.32 | Q     |
| 8    | Violeta Mociulsky       | ARG Argentina            | 718.18  | 374.88  |         | 1093.06 |       |
| 9    | Martina Font            | MEX México               | 618.18  | 297.45  |         | 915.63  |       |
| 10   | María Delfina Cuglievan | PER Peru                 | 818.18  |         |         | 818.18  |       |
| 11   | Francesca Pigozzi       | DOM República Dominicana |         | 156.75  | 70.99   | 227.74  |       |

### Final
Na final as competidoras realizaram mais uma série cada no slalom, rampa e truques, com a soma das pontuações definindo as medalhistas.
| Pos.              | Esquiadora         | CON                | Slalom  | Truques | Rampa   | Total   |
| ----------------- | ------------------ | ------------------ | ------- | ------- | ------- | ------- |
| Medalha de ouro   | Regina Jaquess     | USA Estados Unidos | 1000.00 | 633.02  | 1000.00 | 2633.02 |
| Medalha de prata  | Paige Rini         | CAN Canadá         | 897.96  | 838.68  | 875.37  | 2612.01 |
| Medalha de bronze | Anna Gay           | USA Estados Unidos | 836.73  | 1000.00 | 744.81  | 2581.54 |
| 4                 | Agustina Varas     | CHI Chile          | 540.82  | 276.42  | 863.50  | 1680.74 |
| 5                 | Martina Piedrahita | COL Colômbia       | 530.61  | 410.38  | 572.70  | 1513.69 |
| 6                 | Daniela Verswyvel  | COL Colômbia       | 530.61  | 824.53  |         | 1355.14 |